# Speedway Motorsports
A Speedway Motorsports, Inc. ou SMI (NYSE: TRK) é uma empresa de gestão de autódromos nos Estados Unidos, a sede da companhia está localizada no Charlotte Motor Speedway na Carolina do Norte, além disso, a empresa também dona da rádio Performance Racing Network, da U.S. Legends Cars International e é uma das donas da Motorsports Authentics, atualmente, sua principal concorrente é a ISC.
A companhia foi fundada por Bruton Smith na década de 1950 cuidando da gestão do Charlotte Motor Speedway, contudo, apenas a partir de 1994 começou a se expandir para outros circuitos, em 1999 se tornou a maior gestora de circuitos dos Estados Unidos, sendo superada pela ISC após a fusão com a Penske Racing.

## Circuitos
| Circuito                                                                                        | Localização                          | Tamanho (em acres) | Formato da pista                  | Data de aquisição | Principais categorias             |
| ----------------------------------------------------------------------------------------------- | ------------------------------------ | ------------------ | --------------------------------- | ----------------- | --------------------------------- |
| Atlanta Motor Speedway                                                                          | Hampton (Geórgia)                    | 820                | 1,54 milhas (2,48 km) quad-oval   | 1990              | NASCAR                            |
| Bristol Motor Speedway                                                                          | Bristol (Tennessee)                  | 670                | 0,533 milhas (0,858 km) oval      | 1996              | NASCAR, NHRA                      |
| Charlotte Motor Speedway                                                                        | Concord (Carolina do Norte)          | 1,310              | 1,5 milhas (2,4 km) quad-oval     | N/A               | NASCAR, NHRA, WoO                 |
| Kentucky Speedway                                                                               | Sparta (Kentucky)                    | 820                | 1,5 milhas (2,4 km) tri-oval      | May 22, 2008      | NASCAR                            |
| Las Vegas Motor Speedway                                                                        | Las Vegas (Nevada)                   | 1,030              | 1,5 milhas (2,4 km) D shaped-oval | 1999              | NASCAR, NHRA, WoO                 |
| New Hampshire Motor Speedway                                                                    | Loudon (Nova Hampshire)              | 1,180              | 1,058 milhas (1,703 km) oval      | November 2, 2007  | NASCAR                            |
| North Wilkesboro Speedway                                                                       | North Wilkesboro (Carolina do Norte) |                    | 0,625 milhas (1,006 km) oval      | November 2, 2007  | N/A                               |
| Sonoma Raceway                                                                                  | Sonoma (Califórnia)                  | 1,600              | 1,99 milhas (3,20 km) road course | 1996              | NASCAR, IZOD IndyCar Series, NHRA |
| Texas Motor Speedway                                                                            | Fort Worth (Texas)                   | 1,490              | 1,5 milhas (2,4 km) quad-oval     | Built 1997        | NASCAR, IZOD IndyCar Series       |
| *Some facilities include multiple layouts and multiple tracks including dirt ovals and dragways |                                      |                    |                                   |                   |                                   |